# Neritos carnea
Neritos carnea là một loài bướm đêm thuộc phân họ Arctiinae, họ Erebidae.